# Tree swing cartoon
Der tree swing cartoon (übersetzt Baumschaukelcartoon) auch tire swing cartoon (übersetzt Reifenschaukelcartoon) ist ein berühmter Cartoon – oder eigentlich Comic, weil er aus mehreren Panels (Bildern) besteht –, der die Entwicklungsstadien eines Projekts innerhalb eines Unternehmens zeigt und unterschiedliche Sichtweisen, Kommunikationsmuster und Interessen der Beteiligten in der Produktentwicklung persifliert. Die unterschiedlichen Sichtweisen der Beteiligten werden anhand unterschiedlicher Varianten einer Schaukel an einem Baum dargestellt.

## Inhalt
Der klassische Tree swing cartoon zeigt auf sechs Panels verschiedene Varianten einer an einem Baum befestigen Schaukel.
1. Panel 1 zeigt eine an einem Ast eines Baumes befestigte Brettschaukel, aber mit 3 Brettern übereinander nach Art einer Strickleiter.
2. Panel 2 zeigt eine ähnliche Brettschaukel, aber mit drei statt zwei Seilen.
3. Im dritten Panel ist die Brettschaukel nicht am Ast, sondern am Stamm des Baumes befestigt und liegt auf dem Boden.
4. In Panel 4 wurde die Schaukel an zwei entgegengesetzten Ästen befestigt, sodass sie durch den Stamm am Schwingen gehindert wird.
5. Das Problem von Panel 4 wurde im fünften Panel dadurch gelöst, dass ein Teil des Stamms herausgesägt wurde. Der obere Teil des Baumes wird dabei durch seitliche Holzstützen in der Luft gehalten.
6. Im sechsten und letzten Panel ist ein Autoreifen als Schaukel mit einem Seil am Ast befestigt.

Die Bildunterschriften weisen den Bildern einzelne Beteiligte der Produktentwicklung zu. Die Variationen des Cartoons unterscheiden sich dabei in der konkreten Zuweisung. Den meisten gemeinsam ist jedoch die Zuordnung der Reifenschaukel zu den eigentlichen Wünschen des Kunden.
Der Cartoon wird auch als “what a customer really needed / wanted”-Beispiel rezipiert und zitiert, weil er humoristisch die Unterschiede aufzeigt,
- was der Kunde eigentlich wollte (und gegebenenfalls schon missverständlich erklärte),
- was daraus in der internen Unternehmenskommunikation der einzelnen Abteilungen wurde,
- was daraus in Projektmanagement-Prozessgruppen wurde,
- und wie an der eigentlichen Marktnachfrage vorbeiproduziert wurde.

Auch wenn der Cartoon bereits aus den 1960er-Jahren stammt und sich die Vorgehensweise in der Produktentwicklung seither stark verändert hat, so sind die aufgezeigten Probleme, wenn auch in geringerem Maße, immer vorhanden. Mit Hilfe einer systematischen Anforderungserhebung, einer genauen Anforderungsanalyse und eines geeigneten Anforderungsmanagements wird versucht, Fehler zu vermeiden oder sie in einem frühen Stadium der Produktentwicklung zu erkennen und zu beheben.

## Geschichte
Der Cartoon wurde angeblich in den 1960er Jahren erstmals als Tuschezeichnung publiziert und seither mehrfach abgewandelt, kopiert, neu gezeichnet und erweitert. Überliefert ist ein Abdruck in einem Newsletter des Computer Centre der Universität London aus dem Jahr 1973 als Karikatur dessen, wie (Software-)Projekte oftmals ablaufen.
Der Cartoon wurde in etliche andere Sprachen übersetzt (beispielsweise Arabisch, Chinesisch, Finnisch, Französisch, Niederländisch, Italienisch, Japanisch, Polnisch, brasilianisches Portugiesisch, Portugiesisch, Schwedisch, Serbisch, Spanisch, Türkisch, Ungarisch). Eine Variation erschien als Super-Mario-Grafik. Das Buch Guide to Good Programming Practice zeigt auf der Titelseite ein Einzelbild einer Baumschaukel aus dem Cartoon.